# Шпандау
Шпандау је пети административни округ (Bezirk) Берлина, на крајњем западу града.
У време подељености града на Источни и Западни Берлин, припадао је Западном Берлину. Налази се на ушћу реке Хафел у Шпреју. Шпандау је познат по некадашњем затвору (данас више не постоји), у коме су казну служили 7 највиших званичника нацистичке Немачке, од оних који нису погубљени, а који су осуђени на Нирнбершком процесу. Међу њима су били Рудолф Хес и Алберт Шпер.
Округ има површину од 91,9 km² и 224.047 становника (2007).